# Gran Premio Fred Mengoni 2004
Il Gran Premio Fred Mengoni 2004, terza edizione della corsa, si svolse il 10 agosto 2004 su un percorso di 204 km, con partenza e arrivo a Castelfidardo. Fu vinto dall'italiano Damiano Cunego della Saeco davanti ai suoi connazionali Daniele Nardello e Cristian Moreni.

## Ordine d'arrivo (Top 10)
| Pos. | Corridore            | Squadra                            | Tempo    |
| ---- | -------------------- | ---------------------------------- | -------- |
| 1    | Damiano Cunego       | Saeco                              | 5h25'30" |
| 2    | Daniele Nardello     | T-Mobile                           | a 2"     |
| 3    | Cristian Moreni      | Alessio-Bianchi                    | a 6"     |
| 4    | Michele Gobbi        | De Nardi                           | s.t.     |
| 5    | Massimo Giunti       | Domina Vacanze                     | s.t.     |
| 6    | Luca Mazzanti        | Ceramiche Panaria-Margres          | s.t.     |
| 7    | Andrea Masciarelli   | Vini Caldirola-Nobili Rubinetterie | a 15"    |
| 8    | Stefano Cavallari    | Vini Caldirola-Nobili Rubinetterie | s.t.     |
| 9    | Marlon Pérez Arango  | Colombia-Selle Italia              | a 25"    |
| 10   | Leonardo Bertagnolli | Saeco                              | a 48"    |